# 홍천군·횡성군
홍천군·횡성군은 대한민국의 옛 국회의원 선거구이다. 당시 강원도 홍천군, 횡성군을 관할하였다.

## 역사
1995년 1월, 원주시와 원주군이 통합되면서 통합 원주시가 출범했다. 이에 제15대 국회의원 선거를 앞두고 횡성군·원주군 선거구에서 횡성군이 떨어져 나오며 홍천군 선거구와 합쳐지게 되며 홍천군·횡성군 선거구가 신설되었다.
제20대 국회의원 선거를 앞두고 강원도 선거구가 개편되면서 홍천군은 신설되는 홍천군·철원군·화천군·양구군·인제군 선거구에 편입되고 횡성군은 신설되는 태백시·횡성군·영월군·평창군·정선군 선거구에 편입됨에 따라 폐지되었다.

## 관할 구역
- 홍천군 전역
- 횡성군 전역

## 역대 국회의원
| 선거   | 정당 | 정당         | 의원   |
| ------ | ---- | ------------ | ------ |
| 1996년 |      | 신한국당     | 이응선 |
| 2000년 |      | 새천년민주당 | 유재규 |
| 2004년 |      | 열린우리당   | 조일현 |
| 2008년 |      | 한나라당     | 황영철 |
| 2012년 |      | 새누리당     | 황영철 |

## 역대 선거 결과

### 대한민국 제15대 국회의원 선거
|  | 31.70% |

|  | 30.89% |

|  | 30.35% |

|  | 3.50% |

|  | 2.69% |

|  | 0.85% |

### 대한민국 제16대 국회의원 선거
|  | 35.22% |

|  | 31.50% |

|  | 31.35% |

|  | 1.92% |

### 대한민국 제17대 국회의원 선거
|  | 43.13% |

|  | 41.95% |

|  | 10.07% |

|  | 3.96% |

|  | 0.87% |

### 대한민국 제18대 국회의원 선거
|  | 49.23% |

|  | 41.43% |

|  | 7.51% |

|  | 1.80% |

### 대한민국 제19대 국회의원 선거
|  | 51.80% |

|  | 48.19% |